# Santanachelys
Santanachelys é um gênero fóssil de tartaruga marinha da família Protostegidae do Cretáceo Inferior do Brasil. Há uma única espécie descrita para o gênero Santanachelys gaffneyi. É a mais antiga tartaruga marinha já descoberta.
Seus primeiros restos fósseis foram encontrados na formação Santana no estado do Ceará e datados do Albiano com cerca de 110 milhões de anos.
Existem dois fósseis conhecidos deste animal, um localizado no Japão, e outro repatriado para o Brasil em 2023, após passar décadas na Suíça.
A etimologia do gênero é em homenagem ao local de descoberta do fóssil, a formação Santana, enquanto o epíteto específico homenageia o cientista Eugene S. Gaffney.

## Holótipo no Japão
O holótipo está depositada na Waseda University, no Japão, sob número de tombo THUg1386. Foi descrito em 1998.
O governo brasileiro tenta reaver o fóssil pelo menos desde 2012. Segundo o procurador do Ministério Público Federal do Ceará, o governo japonês havia sinalizado pretensão de devolver o fóssil, mas não havia formalizado sua resposta. Até 2023, o fóssil não havia retornado ao Brasil.

## Fóssil repatriado
O segundo fóssil conhecido tem origem na Chapada do Araripe, como parte da Formação Romualdo. Não há informações adicionais sobre situação de descoberta e localização estratigráfica, o que é comum em fósseis traficados e prejudica o conhecimento científico. Tem 18 cm de comprimento e 11 de largura.
Contrariando a legislação brasileira de fósseis, o material estava fora do Brasil, no Palaeontological Institute, em Zurique, Suíça (inicialmente catalogado como PIMUZ A/III 619), identificado apenas como "Testudines indet.", ou seja, "tartaruga indeterminada", sem ser descrito há pelo menos três décadas.
Este fóssil foi analisado por tomografia computadorizada, que revelou que a metade inferior do material não possuía ossos, e provavelmente havia sido acrescentada artificialmente por traficantes de fósseis para aumentar seu valor comercial. Enquanto a maior parte do fóssil pertence à espécie S. gaffneyi, a parte inferior possui ossos de outra espécie, possivelmente do gênero Araripemys.
Paleontólogos europeus encontraram o fóssil na coleção e entraram em contato com brasileiros para realizar a descrição e repatriação do fóssil. Participaram do estudo professores da Universidade Federal Rural de Pernambuco e da Universidade Federal de Viçosa, além de pesquisadores da Suíça e da Alemanha.
Em 2023, o fóssil foi repatriado para o Brasil, sendo depositado na Universidade Federal Rural de Pernambuco (número de tombo UFRPE 5061). Um molde de gesso foi mantido na Universidade de Zurique, e uma imagem 3D do fóssil foi disponibilizada na internet.